# Беннетт, Эдвард Эндрю
Эдвард Эндрю Беннетт (англ. Edward Andrew Bennett, Jr., 11 февраля 1920 — 2 мая 1983) — майор Армии США, участник Второй мировой войны. Кавалер высшей военной награды США — Медали Почёта (1945).

## Биография
В январе 1944 года призван в Армию США.
На 1 февраля 1945 года служил капралом в роте «Б» 358-го пехотного полка 90-й пехотной дивизии, которая в это время участвовала в прорыве Линии Зигфрида.
Подвиг:
После наступления темноты, его рота направилась по открытому пространству для атаки Хекхушайд (Германия), когда роту накрыл шквальный огонь пулемёта из дома в пригороде, ранив нескольких бойцов.
Беннет пополз к краю поля, пытаясь подойти к торцу дома, продолжив свой манёвр даже когда вражеский пулемёт обнаружил его в свете огня горящего здания и вёл по нему огонь, но Беннет укрылся за деревьями. Достигнув безопасного места, он скрытно продолжил движение изменив маршрут — решив зайти с тыла к дому, где укрылись немецкие стрелки.

Сняв ножом часового, Беннет проник в сумрак дома. В яростном ближнем бою насмерть он взял штурмом единственную комнату дома, уничтожив семерых гитлеровцев: троих убив огнём из винтовки, одного ударом приклада, и ещё троих застрелив из своего пистолета 45-го калибра.
Месяцем позже — 30 октября 1945 года, был награждён Медалью Почёта.
После войны Беннет продолжил службу. Служил в Корее, с началом там войны в 1950 году. Дослужился до майора, вышел в отставку в 1962 году.
Умер в 1983 году, похоронен на кладбище города Сан-Бруно.

## Награды
Помимо Медали Почёта, за свою службу Беннет был награждён Серебряной звездой, Бронзовой звездой, четыре раза награждён медалью Пурпурное сердце.